# Mountain View (Colorado)
Pour les articles homonymes, voir Mountain View.
Mountain View est une municipalité américaine de l'État du Colorado, située dans le comté de Jefferson.

## Géographie
Le territoire de la municipalité forme un quadrilatère de 400 sur 600 mètres s'étendant sur 0,09 milles carrés (0,23 km2) au centre de l'agglomération de Denver.

## Démographie
Selon le recensement de 2020, Mountain View compte 541 habitants. 
| 1910 | 1920 | 1930 | 1940 | 1950 | 1960 |
| ---- | ---- | ---- | ---- | ---- | ---- |
| 390  | 372  | 664  | 711  | 878  | 826  |

| 1970 | 1980 | 1990 | 2000 | 2010 | 2020 |
| ---- | ---- | ---- | ---- | ---- | ---- |
| 706  | 584  | 550  | 569  | 507  | 541  |

## Politique et administration
La municipalité est dirigée par un maire, élu pour un mandat de quatre ans, et un conseil de six membres, élus pour un mandat de quatre ans et renouvelables par moitié tous les deux ans.
| Période                                  | Période  | Identité       | Étiquette | Qualité |
| ---------------------------------------- | -------- | -------------- | --------- | ------- |
| Les données manquantes sont à compléter. |          |                |           |         |
| novembre 2021                            | en cours | Emilie Mitcham |           |         |